# Brody Młockie
Brody Młockie (prononciation : [ˈbrɔdɨ ˈmwɔt͡skʲɛ]) est un village polonais de la gmina de Glinojeck dans le powiat de Ciechanów de la voïvodie de Mazovie dans le centre-est de la Pologne.
Il se situe à environ 11 kilomètres à l'est de Glinojeck (siège de la gmina), 16 kilomètres au sud-ouest de Ciechanów (siège du powiat) et à 76 kilomètres au nord-ouest de Varsovie (capitale de la Pologne).

## Histoire
De 1975 à 1998, le village appartenait administrativement à la voïvodie de Ciechanów.